# Макинтош, Лэклен
Лэклен Макинтош (англ. Lachlan McIntosh; 17 марта 1725 — 20 февраля 1806) — американский военный шотландского происхождения, участник Войны за независимость США. Известен тем, что в 1777 году убил на дуэли Баттона Гвиннетта, одного из подписавших Декларацию Независимости США.

## Ранние годы
Лэклен Макинтош родился около Рэйиса, в шотландской горной области Баденох, в семье Джона Макинтоша (1698—1761) и Мэрджори Фрэзер (1701—1761). В 1736 году его отец переехал в колонию Джорджия вместе с группой шотландских переселенцев. Они основали город Новый Инвернесс (позже переименованный в Дарьен) в устье реки Альтамаха. В 1737 году его младший брат Льюис был убит в реке аллигатором. В ту пору часто происходили военные столкновения на границе Джорджии и испанской Флориды; когда началась Война за ухо Дженкинса отец Лэклена попал в плен при осаде форта Мос, и пробыл в заключении два года. Его здоровье сильно ухудшилось в плену и он умер через несколько лет после освобождения. Перед смертью он поддерживал протесты властей колонии против завоза рабов в Джорджию.
После смерти отца Лэклена отдали в приют Bethesda Orphanage в Саванне, который курировал известный проповедник Джордж Уайтфилд. Его старший брат Уильям стал полковником и служил при губернаторе Оглторпе во время испанского вторжения 1742 года. После двух лет в приюте Лэклен отправился в форт Фредерика, где стал кадетом. В это время в Шотландии началось Якобитское восстание; Лэклен и Уильям решили вернуться в Шотландию и присоединиться к восстанию, но губернатор Оглторп убедил его остаться в Джорджии.